# Umysł

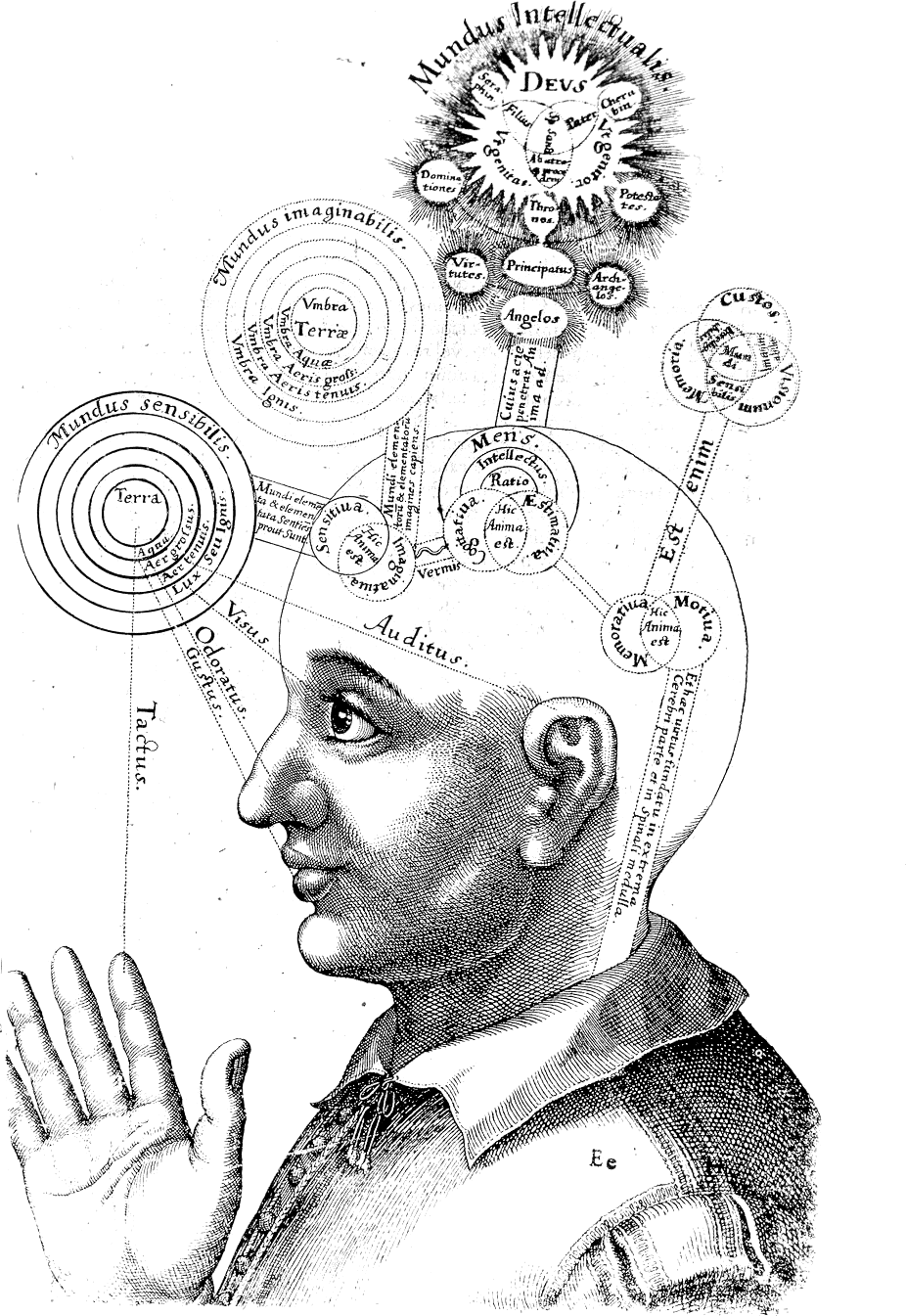
Metafora umysłu z XVII wieku

Umysł – termin ogólny oznaczający ogół aktywności mózgu ludzkiego, przede wszystkim takich, których posiadania człowiek jest świadomy: spostrzeganie, myślenie, zapamiętywanie, odczuwanie emocji, uczenie się, czy regulowanie uwagi. Wyrażenie bliskoznaczne do psychiki, świadomości. Wyrażenie kooperujące: osobowość.
Chociaż inne gatunki również przejawiają niektóre z tych funkcji, słowo to jest używane zazwyczaj w związku z człowiekiem.

## Umysł w nauce
We współczesnych naukach poznawczych umysł jest zdefiniowany jako ośrodek całej, świadomej i nieświadomej psychiki człowieka i jego myślenia. Według paradygmatu przyrodoznawstwa, umysł jest wynikiem struktury biologicznej, procesów chemicznych zachodzących w naszym mózgu i jego interakcji ze światem zewnętrznym człowieka. Jest tak skomplikowany ze względu na złożoność tych procesów. Odzwierciedleniem tego podejścia jest tzw. Manifest Kandela zawierający założenia na jakich opiera się współczesna psychiatria.
Studiowaniem i modelowaniem własności umysłu zajmują się psychologia, kognitywistyka i dział informatyki zajmujący się Sztuczną Inteligencją. Obecnie, dzięki rozwojowi technologii komputerowych, problem syntetycznego uniwersalnego umysłu (jako formalnego autonomicznego systemu samo-świadomego i posiadającego atrybuty inteligencji), stał się też dziedziną nowych badań systemowych. W niektórych pracach naukowych stosowana jest metafora umysłu jako doskonałego komputera, jednak umysł ludzki radzi sobie z polisemią, zaś komputer ma z tym problem. Jednym z czynników odróżniających komputer od umysłu ludzkiego jest świadomość, którą posiada człowiek.

## Umysł w religiach
Wiele religii uznaje umysł i duszę ludzką za terminy opisujące ten sam byt. Takie religie (jak np. chrześcijaństwo czy islam) dzielą człowieka na materialne i śmiertelne ciało oraz na nieśmiertelną, niematerialną duszę. Inne, jak np. teozofia, uznają duszę i umysł za coś zupełnie odrębnego. Dla nich człowiek składa się z eterycznej duszy, materialnego ciała, która służy jej za tymczasową „powłokę” do śmierci, i umysłu, esencji ludzkiej świadomości, który jest najpierw własnością ciała, a potem już tylko duszy.
Filozofia umysłu może być również odniesiona do doktryn związanych z hinduizmem i buddyzmem. W buddyzmie występują doktryny Czittamatra oraz Madhjamaka, gdzie najistotniejszymi pojęciami są natura Buddy oraz siunjata, które odnoszą się do natury umysłu i zarazem do natury rzeczywistości.

## Pojęcia spokrewnione
W zależności od języka, orientacji teoretycznej, poziomu specjalizacji wypowiadającego się w tym samym co „umysł” zakresie, pojęcia używa się innych terminów zachodzących znaczeniowo na siebie w mniejszym lub większym stopniu. Tymi terminami są jaźń, świadomość, przytomność, orientacja, rozum, inteligencja. Niektórzy autorzy posługują się różnymi zakresami znaczeniowymi tych pojęć, ponadto dochodzą różnice w rozumieniu tych pojęć w różnych językach. Przykładowo, poglądy o istnieniu hipotetycznego mechanizmu molekularnego w mózgu (Orch-OR) dotyczą mechanizmu podtrzymywania świadomości i nie odnoszą się do całości funkcjonowania umysłu jako takiego.

## Etymologia
Od prasłowiańskiego rzeczownika dewerbalnego umъ (od uměti) zaświadczonego we wszystkich językach słowiańskich: scs. umъ „rozum, umysł, zmysł, myśl”, ros. um/ум m.in. „rozum, intelekt”, cz. um „rozum, myśl”, schorw. um „umysł, rozum, pamięć, zmysł”, bułg. um/ум „myśl”, ukr. um/ум „umysł”, dumku/думку „myśl, opinia”, w języku polskim zachował się m.in. w wyrazach: umysł, rozum, umiejętność, dumać, choć w staropolszczyźnie używany w formie podstawowej:
- A iacyem bil ustawyczen na swem umye spomoczѻ pana boga mego, y sebralem k sobye mѻsze ze wszego Izrahela, abi se mnѻ pospolu szly (Biblia królowej Zofii; ѻ = samogłoska nosowa).
- O toć Piotr [...] moc swego uma i swej siły stracił a Jesucrista zaprzał (Rozmyślanie o żywocie Pana Jezusa, Rozm 693).

„Od boskich rozumow
asz do luczckich umow –
rzeczi pospolite,
wiele mądrczom zakrite,
uczynil odkrite” 
(Jędrzej Gałka, Pieśń o Wiklefie).
Jak pisał Adam Kazimierz Czartoryski w dziele Myśli o pismach polskich:
Słowo Um jest to w słowiańskim języku radix, czyli korzeń, który z siebie wypuszcza rozliczne modyfikacye; z niego pochodzą rozum, umysł, umiejętność etc., jest (że tak rzekę) pierworodną w człeku władzą rozpoznawania rzeczy, czyli macica idei porządnych.